# Philygria madeirae
Philygria madeirae is een vliegensoort uit de familie van de oevervliegen (Ephydridae). De wetenschappelijke naam van de soort is voor het eerst geldig gepubliceerd in 1998 door Hollmann-Schirrmacher.